# Новониколаевский (Мартыновский район)
Новоникола́евский — хутор в Мартыновском районе Ростовской области. Входит в состав Рубашкинского сельского поселения.

## Физико-географическая характеристика
Хутор расположен на востоке Мартыновского района в км от левого берега реки Сал, при балке Баглай, на высоте 28 метров над уровнем моря. Рельеф местности - равнинный, имеет общий уклон к долине реки Сал. Между Салом и хутором проходит трасса Донского магистрального канала. Почвы - тёмно-каштановые, в пойме реки Сал - засоленные пойменные.
По автомобильной дороге расстояние до Ростова-на-Дону составляет 210 км, до районного центра слободы Большая Мартыновка - 13 км.
Часовой пояс
Новониколаевский, как и вся Ростовская область, находится в часовой зоне МСК (московское время). Смещение применяемого времени относительно UTC составляет +3:00.

## История
Основан в конце XIX века как хутор Николаевский калмыцкой станицы Денисовской. Согласно данным первой Всероссийской переписи населения в 1897 году в хуторе Николаевском юрта станицы Денисовской проживало 328 душ мужского и 335 женского пола, также 27 душ мужского пола числилось при местном хуруле
В годы Гражданской войны мирные жители, калмыки Сальских степей, спасаясь от войны, грабежей, насилия, бежали с насиженных мест, превратившись в беженцев, шли за отступающими частями белых в сторону Черного моря. Беженцы дошли до Кубани, потеряв имущество, скот, повозки. Уцелевшие беженцы весной 1920 года вернулись в Сальские степи. После возвращения беженцы большей частью селились на хуторе Николаевском (калм. Салын кюютр) станицы Денисовской. Причиной такого поселения могло быть разорение усадеб за время отсутствия, захваты земель пришлыми крестьянами соседних русских сел. Впоследствии хутор получил статус станицы Ново-Николаевской.
В документах 1923—1925 годов название Богшрахинского аймака встречается как станица Денисовская и как станица Ново-Николаевская.
Согласно первой Всесоюзной переписи населения 1926 года в хуторе проживало 694 человека, в т.ч. 586 калмыков. В 1928—1929 годах в станице Новониколаевской Новониколаевского сельсовета числилось более 140 дворов с населением свыше 1000 человек (без учёта переселившихся в Калмыцкую АО)..
В 1929 году Новониколаевский сельсовет включён в состав Калмыцкого районаСальского округа (округ ликвидирован в 1930 году) Северо-Кавказского края (с 1934 года - Азово-Черноморского края, с 1937 года - Ростовской области). Станица находилась в 30 км от станицы Кутейниковской - центра Калмыцкого района.
В годы коллективизации сельского хозяйства в станице образовано три колхоза: колхоз им. В. А. Хомутникова, в 1938 году переименованный в колхоз им. К. Маркса, колхоз им. Пушкина, колхоз "Зунда". С 1938 года начала работать неполная средняя школа.
В конце лета 1942 года станица была оккупирована. Освобождена в начале 1943 года. Началось восстановление народного хозяйства, в августе 1943 году уже начала действовать Новониколаевская неполная средняя школа.
28 декабря 1943 года калмыцкое население было выселено. Всего было депортировано 167 семей или 764 человека (без учёта фронтовиков и находившихся на конных заводах). Жители были отправлены в Красноярский край. В марте 1944 года Ново-Николаевский сельсовет передан в состав Мартыновского района. В июне 1954 года Ново-Николаевский сельсовет был упразднён, территория включена в состав Рубашкинского сельсовета. На территории трех бывших колхозов станицы Новониколаевской создан совхоз «Новомартыновский», а на месте станицы Новониколаевской находится одна из ферм совхоза «Новомартыновский»

## Население
Динамика численности населения
| 1897 | 1926 |
| ---- | ---- |
| 690  | 694  |

| 2010 |
| ---- |
| 242  |

## Улицы
- ул. Лиманная,
- ул. Степная,
- ул. Центральная,
- ул. Школьная.